# تالار شهر سن خوزه
تالار شهر سن خوزه مقر دولت شهری سن خوزه، کالیفرنیا است. این بنا که در مرکز شهر سن خوزه قرار دارد، توسط معمار برنده جایزه پریتزکر، ریچارد مایر، به سبک پست مدرن طراحی شده‌است. این شامل یک برج ۱۸ طبقه، یک روتوندا شیشه ای نمادین، و یک بال اتاق شورای شهر است. ارتفاع برج ۲۸۵ فوت (۸۷ متر) است که آن را به چهارمین ساختمان بلند در سن خوزه تبدیل کرده‌است.
تالار شهر فعلی ششمین ساختمان مرکزی دولت سن خوزه است که نشان دهنده ظهور سن خوزه از یک شهر کوچک کشاورزی به یکی از بزرگ‌ترین شهرهای آمریکا است.